# 勝尾春政
勝尾 春政（かつお はるまさ、生没年不詳）とは、江戸時代の浮世絵師。

## 来歴
師系・経歴は一切不明。天明3年（1783年）刊行の『絵本見立仮譬尽』（竹杖為軽〈森羅万象〉作）に「勝尾春政画并書」とあり、この本の挿絵と文字を手がけたことが知られるのみである。